# 山中教子
山中 教子（やまなか のりこ）は、京都府出身の元卓球選手。現役時代は日本代表として世界卓球選手権で金メダルを含む多くのメダルを獲得し、日本卓球界の黄金期を代表する選手として活躍した。国際卓球連盟世界ランキング最高位は3位。段級位は9段。

## 経歴
1959年度、全日本卓球選手権大会ジュニアの部で優勝。瀬川栄次と出場した混合ダブルスで村上輝夫 / 山泉和子組に1-2で敗れ準優勝。
1961年度、全日本選手権で山泉改め伊藤と出場した女子ダブルス決勝では松崎キミ代 / 村上淑子組に0-2で敗れ準優勝。
1962年度、ジャカルタ (インドネシア) で行われたアジア競技大会における卓球競技で関正子と出場した女子ダブルス、団体で金メダル獲得。全日本選手権で伊藤と出場した女子ダブルス決勝では設楽義子 / 中山千鶴子組に敗れ準優勝。
1963年度、プラハ (チェコスロバキア) で行われた世界卓球選手権シングルスでは準々決勝敗退。伊藤と出場した女子ダブルスでは準決勝でディアンヌ・ロー・メアリー・シャノン組（イングランド）組に1-3で敗れ銅メダル。小中健と出場した混合ダブルスでは準々決勝敗退。団体では金メダル獲得。全日本選手権では伊藤と出場した女子ダブルス決勝で中山 / 岸純子を2-0で下し初優勝。江頭新生と出場した混合ダブルス決勝で伊東隆弘 / 石坂美智子に0-2で敗れ準優勝。
1964年度、全日本選手権シングルスで磯村淳を3-2で下し初優勝。世界ランク4位。
1965年度、リュブリャナ (ユーゴスラビア) で行われた世界選手権シングルスでは準決勝で深津尚子 (日本) に2-3で敗れ銅メダル。関正子と出場した女子ダブルスでは準決勝で李赫男 / 梁丽珍組 (中国) を3-2で下すも決勝で林慧卿 / チェン・ミン組 (中国) に2-3で敗れ銀メダル。高橋浩と出場した混合ダブルスは準々決勝敗退。団体は銀メダル。世界ランク4位。
1966年度、バンコク (タイ) で行われたアジア大会では深津と出場した女子ダブルス、団体で金メダル。全日本選手権シングルスでは決勝で前年優勝者・森沢幸子を3-1で破り優勝。三木圭一と出場した混合ダブルス決勝では吉見康二 / 佐竹順子組を2-1で倒し優勝。
1967年度、ストックホルム (スウェーデン) で行われた世界選手権シングルスでは準決勝で森沢 (日本) に2-3で敗れ銅メダル。深津と出場した女子ダブルス準決勝ではエリザベート・ユリーク / エバ・ケチャン組 (ハンガリー) を3-1で下すも決勝で森沢 / 広田佐枝子組 (日本) に0-3で敗れ銀メダル。長谷川信彦と出場した混合ダブルス準決勝ではアナトリー・アメリン / ゾヤ・ルドノワ組 (ソビエト連邦) に3-1で勝利。決勝でも木村興治 / 深津組 (日本) に3-1で勝利し金メダル。団体でも金メダル。世界ランクは自己最高の3位。
現役引退後は実業家となり、北海道教育大学釧路校、東京学芸大学、山梨学院大学附属小学校等で指導を行った。

## 表彰
- 朝日スポーツ賞 - 1963年、1967年[12]